# 1965 у хокеї з шайбою
Нижче наведені хокейні події 1965 року у всьому світі.

## Головні події
На чемпіонаті світу в Тампере золоті нагороди здобула збірна СРСР.
У фіналі кубка Стенлі «Монреаль Канадієнс» переміг «Чикаго Блекгокс».

## Національні чемпіони
- Австрія: «Клагенфурт»
- Болгарія: ЦСКА (Софія)
- Данія: КСФ (Копенгаген)

- Італія: «Кортіна» (Кортіна-д'Ампеццо)
- Нідерланди: «Ден Гааг» (Гаага)
- НДР: «Динамо» (Вайсвассер)
- Норвегія: «Волеренга» (Осло)
- Польща: ГКС (Катовіце)
- Румунія: «Стяуа» (Бухарест)
- СРСР: ЦСКА (Москва)
- Угорщина: «Уйпешт Дожа» (Будапешт)
- Фінляндія: «Кархут» (Порі)
- Франція: «Шамоні» (Шамоні-Мон-Блан)
- ФРН: «Фюссен»
- Чехословаччина: ЗКЛ (Брно)
- Швейцарія: «Берн»
- Швеція: «Вестра Фрелунда» (Гетеборг)
- Югославія: «Акроні» (Єсеніце)

## Переможці міжнародних турнірів
- Кубок Шпенглера: «Дукла» (Їглава, Чехословаччина)
- Кубок Ахерна: «Брюнес» (Євле, Швеція)
- Турнір газети «Советский спорт»: ЦСКА (Москва)

## Народились
- 4 січня — Єргуш Бача, словацький хокеїст. Чемпіон світу.
- 12 січня — Микола Борщевський, радянський і російський хокеїст. Олімпійський чемпіон.
- 18 січня — Чарльз Берглунд, шведський хокеїст. Олімпійський чемпіон.
- 21 січня —Браєн Бредлі, канадський хокеїст.
- 29 січня — Домінік Гашек, чеський хокеїст. Олімпійський чемпіон.
- 31 січня —Боббі Доллас, канадський хокеїст. Чемпіон світу.
- 22 лютого — Пет Лафонтен, американський хокеїст. Член Зали слави хокею (2003).
- 28 березня — Джефф Б'юкебум, канадський хокеїст.
- 31 березня — Том Баррассо, американський хокеїст.
- 15 квітня — Кевін Стівенс, американський хокеїст.
- 9 травня — Стів Айзерман, канадський хокеїст. Олімпійський чемпіон. Член Зали слави хокею (2009).
- 29 серпня — Петер Андерссон, шведський хокеїст.
- 5 жовтня — Маріо Лем'є, канадський хокеїст. Олімпійський чемпіон. Член Зали слави хокею (1997) та зали слави ІІХФ.
- 5 жовтня  — Патрік Руа, канадський хокеїст. Член Зали слави хокею (2006).